# Martie 2017
Acest articol este generat integral pe baza informațiilor din articolul 2017 și este actualizat periodic de un robot.
 Editările făcute în articol vor fi șterse la următoarea actualizare! Dacă doriți să faceți modificări, editați articolul-sursă.

ianuarie -
februarie -
martie -
aprilie -
mai -
iunie -
iulie -
august -
septembrie -
octombrie -
noiembrie -
decembrie
Martie 2017 a fost a treia lună a anului și a început într-o zi de miercuri.

## Evenimente

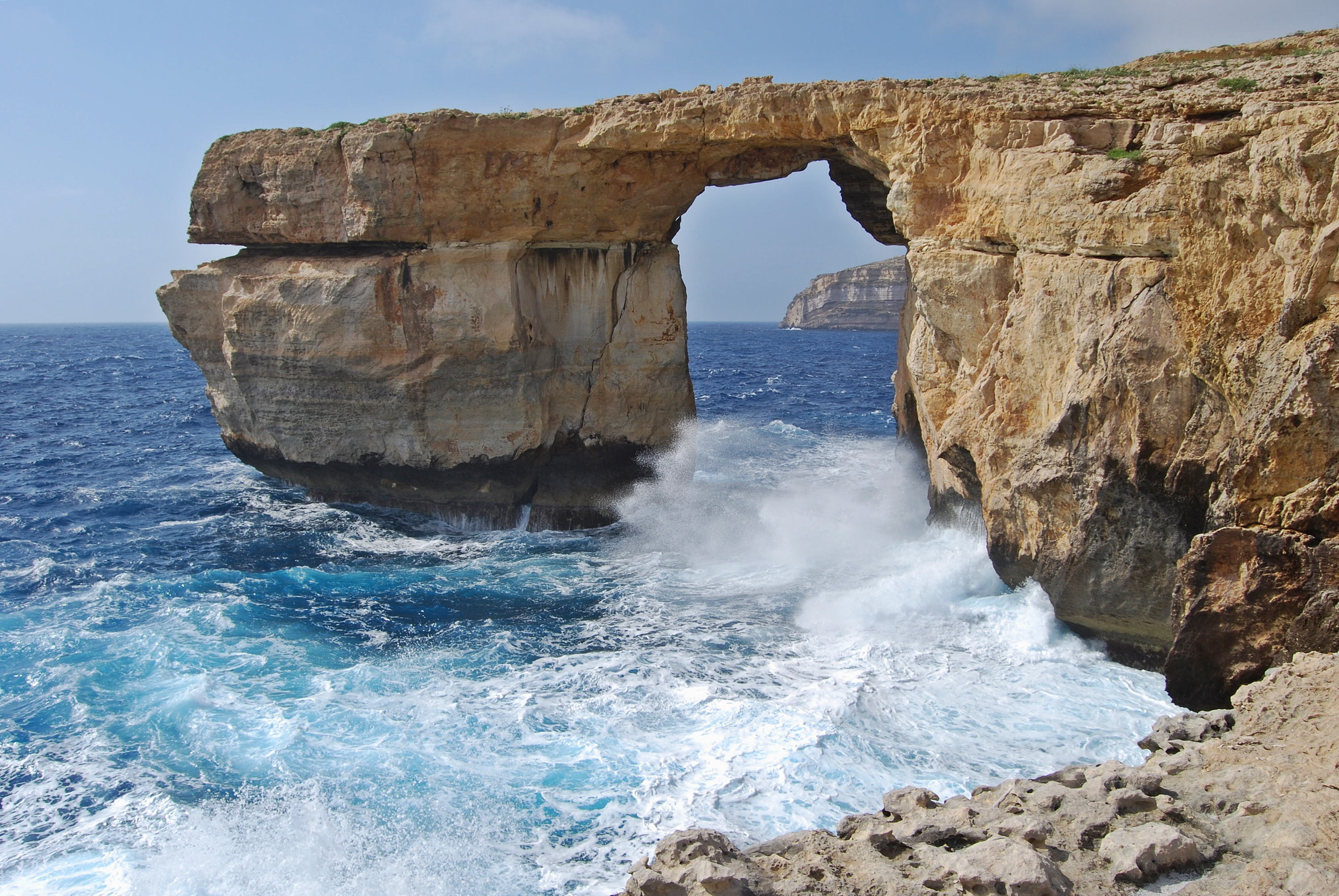
8 martie: "Fereastra de Azur", o formațiune geologică în forma unei arcade devenită un simbol al Maltei, s-a prăbușit în mare, din cauza eroziunii.

- 1 martie: Cercetători britanici au anunțat descoperirea de microorganisme fosile, care ar putea avea o vechime între 3,77 și 4,29 miliarde de ani, pe rocile de pe țărmul Golfului Hudson din nordul Quebecului, Canada, ceea ce ar însemna că sunt cea mai veche dovadă de viață.[1]
- 2 martie: Ministrul apărării al Suediei, Peter Hultqvist, a anunțat la radio că 13.000 de cetățeni trebuie să înceapă serviciul militar la 1 iulie. Încorporarea în țara scandinavă a fost suspendată din 2010.
- 8 martie: "Fereastra de Azur", o formațiune geologică în forma unei arcade devenită un simbol al Maltei și care apare în numeroase broșuri turistice și cărți poștale malteze, s-a prăbușit în mare, din cauza eroziunii.
- 9 martie: Liderii statelor membre ale Uniunii Europene l-au reales pe Donald Tusk președinte al Consiliului European, în pofida obiecțiilor Poloniei, țara de unde acesta provine. Va avea un al doilea mandat de 2 ani și jumătate în fruntea Consiliului European.  Este pentru prima dată când președintele Consiliului European este ales fără a se întruni unanimitatea votului.
- 10 martie: Curtea Constituțională din Coreea de Sud a aprobat destituirea președintei Park Geun-hye, obligată să părăsească scena politică în urma unui răsunător scandal de corupție.
- 11 martie: Statuia egipteană antică colosală descoperită pe 9 martie, a fost preliminar indentificată ca aparținând faraonului Psamtik I.
- 12 martie: Criză diplomatică turco-olandeză după ce autoritățile olandeze au expulzat ieri pe ministrul turc pentru probleme sociale și familie, înapoi în Germania. Ministrul turc intenționa să participe la un miting al turcilor din Olanda, pentru a promova modificările constituționale supuse unui referendum în data de 16 aprilie. Cetățenii turci, inclusiv cei de peste hotare, sunt chemați să voteze puteri sporite pentru președintele Turciei. De asemenea, Olanda a interzis cu două zile în urmă aterizarea ministrului turc de externe pentru participarea la un eveniment electoral din Rotterdam.
- 15 martie: Alegeri legislative în Olanda. Sondajele exit poll arată că partidul prim-ministrului în exercițiu Mark Rutte, Partidul Popular pentru Libertate și Democrație, va câștiga cele mai multe locuri în alegeri.[2] Prezența la vot a fost de 77,7%.

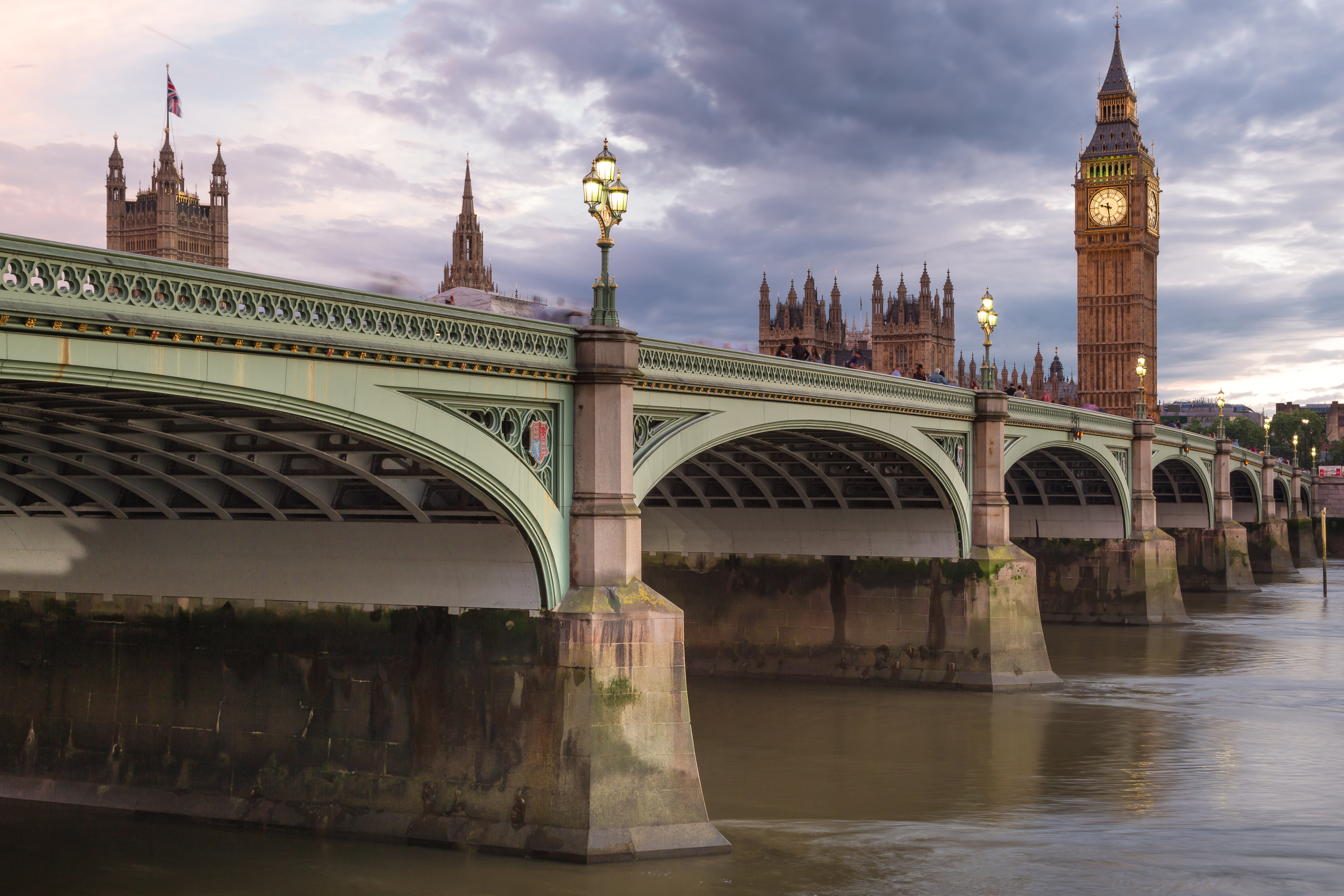
22 martie: Podul Westminster din Londra - locul unde a avut loc un nou atac terorist

- 16 martie: Un judecător federal din Hawaii a blocat pentru întreg teritoriul Statelor Unite, a doua versiune a decretului anti-imigrație semnat de Donald Trump. Potrivit judecătorului Derrick Watson, ordinul lui Trump are la bază criterii religioase, ceea ce încalcă Constituția Statelor Unite.[3]
- 17 martie: Statul sud-american Peru, puternic afectat de alunecări de teren și inundații. Zeci de persoane au murit și peste 12.000 de locuințe au fost distruse în urma inundațiilor și alunecărilor de teren ce afectează statul peruan de la începutul anului 2017.
- 18 martie: Aeroportul Orly din Paris a fost evacuat după ce un barbat a încercat să îi ia arma unul militar, iar acesta a deschis focul. Tot pe 18 martie un polițist a fost rănit prin împușcare de un individ, la Stains, în nordul regiunii pariziene.
- 19 martie: Fostul președinte al Parlamentului European, Martin Schulz, contracandidatul Angelei Merkel la postul de cancelar la alegerile din septembrie, a fost ales președinte al Partidului Social-Democrat German (SPD) cu 100% din voturi.
- 21 martie: Lungmetrajul „Sieranevada”, de Cristi Puiu, a fost marele câștigător al celei de-a XI-a ediții a Galei Premiilor Gopo, cu 6 trofee obținute.
- 22 martie: Un nou atac terorist a avut loc la Londra, unde o mașină de teren a intrat într-un grup de pietoni aflați pe podul Westminster, după care a înjunghiat mortal un polițist în curtea Parlamentului. 4 morți și 29 răniți internați în spitale, printre răniți s-au numărat și două persoane din România. Poliția britanică l-a împușcat mortal pe agresor, fiind identificat ca fiind un cetățean britanic de 52 ani, Khalid Masood, profesor de engleză.
- 25 martie: Șefii de stat și de guvern ai Uniunii Europene (UE), cu excepția Regatului Unit, și-au reînnoit la Roma angajamentul european, marcând a 60-a aniversare a tratatului fondator al Uniunii în Orașul Etern. Potrivit declarației, semnatarii doresc să facă UE „mai puternică și mai rezistentă“.[4]
- 26 martie: Alegeri parlamentare anticipate în Bulgaria, după demisia premierului Boikov Borisov. Potrivit sondajelor la ieșirea de la urne, partidul de centru-dreapta GERB al lui Borisov a obținut 32,2% din voturi.
- 29 martie: Premierul britanic Theresa May a semnat scrisoarea oficială pentru activarea Articolului 50 al Tratatului de la Lisabona, declanșând astfel procedura formală de separare a Marii Britanii de Uniunea Europeană.
- 29 martie:  Fostul comandant al Coloniei de muncă de la Periprava, Ion Ficior, a primit verdictul definitiv în dosarul în care a fost acuzat de infracțiuni contra umanității: 20 de ani închisoare și plata a 310.000 euro către opt părți civile din dosar.
- 29 martie–2 aprilie: Campionatul mondial de patinaj artistic din Finlanda, Helsinki.

## Decese
- 1 martie: Paula Fox, 93 ani, scriitoare americană (n. 1923)
- 1 martie: Yasuyuki Kuwahara, 74 ani, fotbalist japonez (atacant), (n. 1942)
- 2 martie: József Haller, 82 ani, artist plastic și scenograf din România (n. 1935)
- 3 martie: Raymond Kopa (n. Raymond Kopaszewski), 85 ani, fotbalist francez, deținătorul Balonului de Aur (1958), (n. 1931)
- 3 martie: René Préval, 74 ani, președinte al statului Haiti (1996–2001, 2006–2011), (n. 1943)
- 5 martie: Theodor Anton Neagu, 84 ani, paleontolog român (n. 1932)
- 6 martie: Robert Osborne, 84 ani, actor american, istoric de film și prezentator TV (n. 1932)
- 7 martie: Hans Georg Dehmelt, 94 ani, fizician american de etnie germană, laureat al Premiului Nobel (1989), (n. 1922)[5]
- 8 martie: George Andrew Olah (n. György Oláh), 89 ani, chimist american de etnie maghiară, laureat al Premiului Nobel (1994), (n. 1927)
- 9 martie: Vasile Turcu, 62 ani, om de afaceri român (n. 1954)
- 10 martie: John Surtees, 83 ani, pilot britanic de Formula 1, campion mondial (1964), (n. 1934)
- 10 martie: Robert James Waller, 77 ani, autor, fotograf și muzician american (n. 1939)
- 11 martie: András Kovács, 91 ani, regizor maghiar originar din România (n. 1925)
- 12 martie: Pál Bodor, 86 ani, scriitor maghiar și român (n. 1930)
- 13 martie: Hiroto Muraoka, 85 ani, fotbalist japonez (portar), (n. 1931)
- 13 martie: Patrick Nève, 67 ani, pilot belgian de Formula 1 (n. 1949)
- 14 martie: Ileana Ciuculete, 64 ani, interpretă română de muzică populară (n. 1952)
- 17 martie: Marin Petre Constantin, 91 ani, pictor român (n. 1925)
- 17 martie: Derek Walcott, 87 ani, scriitor din Sfânta Lucia, laureat al Premiului Nobel (1992), (n. 1930)
- 18 martie: Chuck Berry (n. Charles Edward Anderson Berry), 90 ani, compozitor, cântăreț și chitarist american de etnie afro-americană, unul dintre cei mai însemnați reprezentanți ai muzicii rock & roll (n. 1926)
- 19 martie: Ian Stewart, 87 ani, pilot scoțian de Formula 1 (n. 1929)
- 20 martie: David Rockefeller, 101 ani, om de afaceri american (Chase Manhattan), (n. 1915)
- 23 martie: Lola Albright, 92 ani,  cântăreață și actriță americană (n. 1924)
- 26 martie: Pavel Vlad, 80 ani, academician din R. Moldova, membru al ASM (n. 1936)
- 28 martie: Infanta Alicia, Ducesă de Calabria, 99 ani (n. 1917)
- 28 martie: Christine Kaufmann, 72 ani, autoare și actriță germană (n. 1945)
- 29 martie: Alexei Abrikosov, 88 ani, fizician rus, laureat al Premiului Nobel (2003), (n. 1928)